# 鉄の処女 (書物)
『鉄の処女』（てつのしょじょ）は、栗本慎一郎による思想解説書。副題は「血も凍る現代思想の総批評」。当時のニューアカ・ブームに違和感を持った栗本が、ニューアカの旗手たちの思想等を解説・批評する。1985年にカッパ・サイエンスとして刊行。タイトルはヨーロッパの拷問器具、鉄の処女（アイアンメイデン）から。

## 内容
- プロローグで、本書を書いた動機が著者自身によって語られる。議論を避けあう思想界の馴れ合いに「ふざけんな！」と叫びたくなってしまったのだという。また、日本の思想界は、小林秀雄、花田清輝、林達夫などの文芸批評家が担ってきたが、それらの中に今日も語るべき問題など無いとされる。
- 「高級コトバ遊びは成功するか」：蓮實重彦を筆頭に柄谷行人、三浦雅士らの思想が論じられる。
- 「実用的思想は日本を救えるか」：渡部昇一、谷沢永一、竹村健一、鈴木健二などの、ニューアカ好きではない、ビジネスマンなどが読む思想家が論じられる。また、通常ニューアカ派に分類される浅田彰、山口昌男や中村雄二郎も、ここで論じられる。
- 「裸の大衆に王様が見えるか」：現代思想界で栗本がもっとも高く評価する丸山圭三郎、吉本隆明が、論じられる。
- その他に、Aゾーン（言語で明晰に語られる領域）とBゾーン（そうでない領域）の比という形で、西洋人も含む近現代の思想家がチャート化される章があった。中沢新一、山口が9:1、岸田秀は8:2、蓮實と浅田が6:4、ニーチェとカール・ポランニーは5:5、柄谷、吉本が4:6、中村とマルティン・ハイデッガー、エトムント・フッサールが3:7、栗本とマイケル・ポランニーが2:8となっている。（鉄の処女の胎内からはたして誰が生還するか）
- また、月本裕による人物紹介と上杉清文による寸評、高橋春男による「そして誰もいなくなった」のパロディ漫画などが彩りを添える。
- 高橋の漫画の中で栗本慎一郎に似た人物は「萩本欽一郎」という名前を付けられている。逃走中の朝田枕（浅田彰らしき人物）が、落下してきた下中上健次（中上健次らしき人物）の下敷きになって登場人物が全員死亡するところで、漫画は幕を閉じる。

## 反響
- 当時のBRUTUSの編集者、小黒一三は「売れているが、あの本は構成が見事なのであって、中身のアンコは美味しくない」と評した[1]。
- 大岡昇平と柄谷との対談では「この前、鉄の処女とかいうワケの分かんないの読んだよ、栗本慎一郎の」と大岡が言うと、柄谷は「なんであんなことするのか分からない」と答えた[2]
- 蓮實は、この本での蓮實映画批評への栗本による評価に答える形で「栗本慎一郎という生真面目な学者が、蓮實は映画批評の一部を革新したなどと言っているが、映画を何も分かっていない彼に、そんなことを言われても関係ない」という意味のことを書いた[3]
- 小阪修平との対談本「言語という神」で、小阪は、他の思想家への評価はおおかた同意だがヘーゲル評価については違和感があると評した。